# McChicken

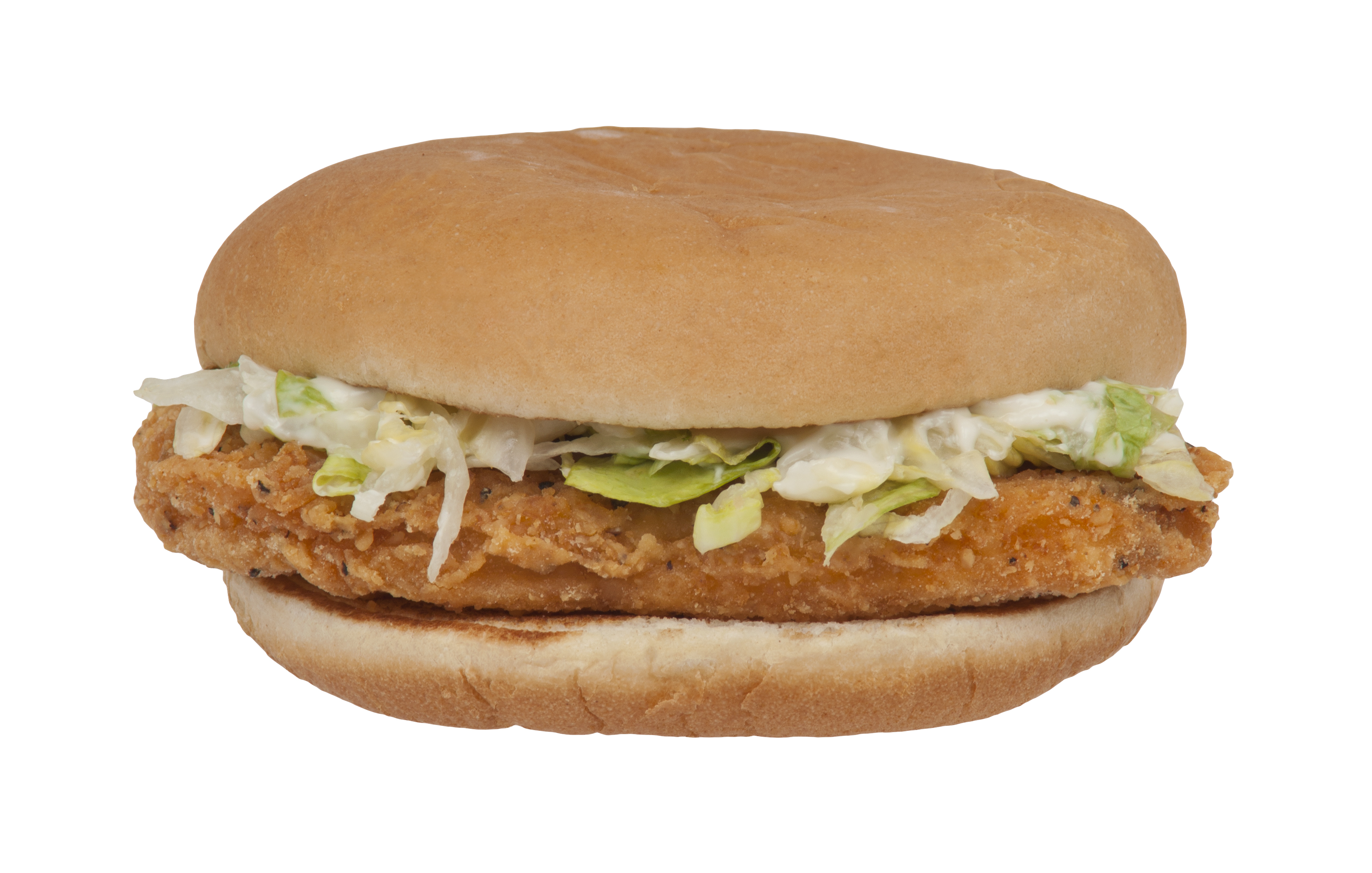
Un sandviș McChicken servit în Statele Unite

McChicken este o variantă de Chickenburger. El este produs și distribuit de lanțul internațional de restaurante fast-food McDonald's.

## Istoric
McChicken a fost introdus pentru prima dată în meniul McDonald's în 1980, ca răspuns la popularitatea în creștere a sandvișurilor cu pui prăjit. Deși inițial nu a avut succes, produsul a fost relansat în anii 1980 și a devenit treptat unul dintre cele mai populare sandvișuri cu pui din meniul McDonald's la nivel mondial.

## Compoziție
Un McChicken clasic constă dintr-o chiflă moale, o bucată de pui pane (file de pui sau carne tocată de pui, în funcție de regiune), salată iceberg tocată și maioneză. În unele țări, rețeta poate varia, adăugându-se condimente, sosuri speciale sau alte ingrediente locale.

## Variante regionale
În funcție de țară, McChicken poate avea variante precum:
- **Spicy McChicken** – cu sos picant sau condimente suplimentare
- **McChicken Deluxe** – cu roșii și brânză
- **Junior Chicken** – o versiune mai mică, disponibilă în unele piețe
- **McChicken cu brânză** – popular în Europa de Est

## Popularitate și impact
McChicken este unul dintre cele mai vândute sandvișuri cu pui la nivel global, fiind prezent în meniurile McDonald's din majoritatea țărilor. Produsul a inspirat și alte lanțuri de fast-food să dezvolte sandvișuri similare.

## Ingrediente
Sandvișul constă dintr-o chiflă (bun) cu susan, o felie de carne de piept de pui, salata iceberg și sos delicat.